# Roscoe Conkling
Roscoe Conkling (Albany, New York, 30. listopada 1829. – New York City, New York, 18. travnja 1888.), američki političar iz New Yorka. Bio je član američkog Zastupničkog doma i senator. Do 1854. pripadao je Whigovskoj stranci, a od 1854. do 1888. republikanac. Bio je čelnik Stalwartske frakcije u Republikanskoj stranci. Bio je prvi republikanski senator iz New Yorka koji je izabran triput. 
Također je bio posljednja osoba koja je odbila postavljanje u Vrhovni sud SAD nakon što ga je već odobrio američki Senat. Dok je bio u Zastupničkom domu, zastupnik Conkling bio je tjelohranitelj zastupnika Thaddeusa Stevensa, zastupnika oštra jezika koji se protivio ropstvu i koji je u potpunosti podupirao republikanske akcije za rat. Conkling koji je bio umjeren i mrzio je duhan, bio je poznat kao body builder preko redovite vježbe i boksanja. Izabran je u Senat 1867. kao vodeći radikal, koji je podupirao prava američkih crnaca za vrijeme Obnove.

## Vanjske poveznice
- Mr. Lincoln and New York: Roscoe Conkling  Arhivirana inačica izvorne stranice od 25. rujna 2015. (Wayback Machine)
- Roscoe Conkling na Find a Grave